# Ourapteryx ecuadata
Ourapteryx ecuadata là một loài bướm đêm trong họ Geometridae.